# Галитофобия

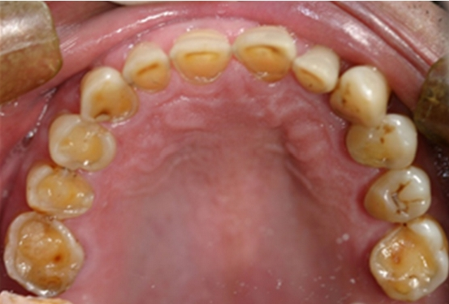
Грязные зубы

Галитофобия (галитоз + др.-греч. φοβος «страх») — патологическая боязнь неприятного запаха изо рта. Человека, страдающего галитофобией, называют галитофобом. Не следует путать с псевдогалитозом.

## Описание
Этот термин происходит от древнегреческого «галитос» и «фобос». Является причиной депрессии. Носит иррациональный характер. Относится к социофобии. Галитофобия — патологический страх неприятного запаха изо рта. Галитофобия может быть результатом неверной оценки запаха своего дыхания: из-за неверной реакций окружающих; на фоне высокой социальной тревожности; при гиперчувствительности к запахам. Нередко галитофобия развивается на основе существующего галитоза или псевдогалитоза.

## Причины
- Неправильное мнение окружающих
- Неприятный запах изо рта;
- Депрессия;
- Высокая социальная тревожность;
- Асоциальность;
- Социофобия;
- Социопатия.

## Симптомы
- Патологический страх перед окружающими;
- Галитофобу кажется, что изо рта идёт зловонный запах, хотя этому нет подтверждений;
- Галитофоб страдает депрессией;
- Панический страх зловонного запаха изо рта;
- Низкая самооценка.

## Лечение
При галитофобии нужно обратиться к психотерапевту или психиатру.